# 図書館戦隊ビブリオン
『図書館戦隊ビブリオン』（としょかんせんたいビブリオン）は、集英社コバルト文庫から刊行された、小松由加子原作による少女向けフィクション小説（ライトノベル）。イラストはたつねこ。全2巻。

## 概要
いわゆるスーパー戦隊シリーズのパロディであるが、戦隊の中にロボットや座敷童子が含まれたり（しかも座敷童子が姿を消している時は戦隊メンバーでさえその存在を忘れてしまい、4人編成になってしまう）、子連れの敵幹部などの特異な設定が盛り込まれている。また、舞台が高校の学校図書館であるだけに図書館あるいは図書館学に纏わる設定が登場し、図書館関係においては権威ある団体「図書館問題研究会」の推薦作品となっている。

## あらすじ
九州の「中九州市」にある芸亭高校（うんていこうこう）の1年生である仁科昭乃は、「体育が苦手なので体育委員にはなりたくない」という理由だけで図書委員を引き受けてしまった。ところが、上級生の図書委員はロボットである牧村レオナルド・N・宏彦に全て押し付けて職務を放棄をしてしまい、図書委員の仕事は彼と新入生の委員4人で行う事となってしまう。しかも、ひょんな事から芸亭高校図書館と人類誕生以来の全ての書籍が所蔵されているという異次元の図書館「アレクサンドリア漂流図書館」が時空の歪みによってつながってしまったのである。「アレクサンドリア漂流図書館」の破壊を目論む蒐書海賊バグフォードは、配下の悪の組織「ネオ・バグフォード」に命じて芸亭高校に怪人達を送り込む。
これを憂慮した書庫の聖人・ランガナタンIII世と本の妖精・ピナクスは、昭乃ら5人の図書委員を「図書館戦隊ビブリオン」に任命したのである。かくして、芸亭高校図書館の平和を守るために戦う日々が始まったのである。

## 登場人物

### 図書館戦隊ビブリオン（芸亭高校図書委員）
仁科 昭乃（ビブロスブルー）
主人公。1年3組に所属するごく普通の大らかな性格の少女。体育委員になりたくない一心で図書委員を引き受けただけなのに、ひょんな事から「図書館戦隊ビブリオン」に選ばれてしまい戸惑う。
牧村レオナルド・N・宏彦（ビブロスピンク）
2年5組所属のロボット学生。人間の指示に逆らえないため、新入生が入るまで他の図書委員の仕事まで全て引き受けてしまっていた。単3乾電池3本が動力源である。
白浜 佳月（ビブロスホワイト）
1年1組に所属するお嬢様。厳格な家庭で育ち、予備校やピアノなど習い事を掛け持ちしている。嫌々図書委員を引き受けたが、生来の負けず嫌いで両立させようとする。
槻山 高志（ビブロスレッド）
1年4組に所属するゲーム好きなお調子者。図書委員は嫌だが、ビブリオンの方は結構気に入っている。芳山 雛子の正体を知る唯一の人物。
芳山 雛子（ビブロスイエロー）
1年5組に所属する時折古臭い言葉遣いをする少女。実は旧槻山家の大黒柱に憑いていた座敷童子である。時々姿を消す事があり、その時には皆彼女が存在したと言う記憶を失くしてしまう。なお、その時にはビブリオンのメンバーも含めて全部で4人の戦隊であると思い込んでいる。

### アレクサンドリア漂流図書館
ランガナタンIII世
アレクサンドリア漂流図書館の館長である「書庫の聖人」。見た目カレーと日本茶をこよなく愛するインド人の紳士にしか見えないが、この世にある全ての書籍に精通している。
ピナクス
アレクサンドリア漂流図書館を守護する本の妖精。アレクサンドリア漂流図書館と芸亭高校図書館をネオ・バグフォードから守るために5人の図書委員に変身アイテムである図書館の貸出カードを授ける。

### ネオ・バグフォード
水のアルクイン
ネオ・バグフォード四天王中最年少の幹部。本が苦手とする湿気を操る。余りの小心者ゆえ部下の戦闘員に対してもビクビクしている。正体は照山 紅葉の後輩である大学生。紅葉に対して強い敵意（勿論、彼が図書館規則破りの常習犯であったからであるが）を抱いている。
焚書魔人バーゼル
ネオ・バグフォード四天王の一人。「燃える闘魂」を炎に変えて本を焼き払う能力を持つ。普段は酒屋で配達をしている。体を鍛える事が好きで常に体を動かさずにはいられない。
蟲使いフェルララ（+平蔵くん）
ネオ・バグフォード四天王の一人。大の昆虫マニアで、紙魚などの本に対する害虫を改造強化する事に執念を燃やす。今年1月に生まれた一人息子の「平蔵くん」をいつも背中に負ぶっている。
禁書のセラピス
ネオ・バグフォード四天王のリーダー。会社社長で元PTA会長でもある。人に強力な暗示をかける能力を持ち、「○○をしてはいけません」と言うと、言われた相手は決して○○が出来なくなってしまう。この世の中には低俗な本が多すぎると憤慨している。
蒐書海賊バグフォード
大宇宙を駆けて、全宇宙の生物の知的進化の阻止と知識の破壊を生きがいとする蒐書海賊。長年捜し求めていたアレクサンドリア漂流図書館が地球にあることを知り、地球の「ネオ・バグフォード」に命じてその破壊を企てるが、実際のところ、ネオ・バグフォード四天王に送り付けたビデオ・メールの入ったテープを最後に爆発させる事で生じる中九州市の公共施設の破壊に伴う被害の方が深刻である。

### その他の人物
照山 紅葉
ネオ・バグフォードの怪人に怯えて辞めてしまった芸亭高校の司書教諭の補充要員として採用された22歳の新米女性司書。就職難のため、大学卒業から芸亭高校就職までの期間を母校の大学図書館職員（水のアルクイン曰く「正義の図書館アルバイター」）として過ごしていた。芸亭高校図書館の秘密の事もビブリオンの正体も知らず、ただ芸亭高校図書館を多くの人に利用して貰いたい一心である。その人の良さをネオ・バグフォードに利用されてしまう。
長谷川 秀太郎
1年4組に所属する内気な少年。詩を作るのが好きで「ポエム男」と呼ばれている。文芸部に入りたかったものの、廃部になっており落胆するが、牧村レオナルド・N・宏彦の提案で文芸部再建に新たな目標を見つける。図書館の数少ない常連利用者でビブリオンの正体も知っている。
遠藤 義嗣
3年2組に所属する自称「RPG研究会の勇者」。芸亭高校図書館の地下に巨大なダンジョンがあるという情報を入手して、是非ともそこを冒険してみたいと考えている。

## 書誌情報
1. 1998年7月初版 ISBN 4086144808
2. 1999年1月初版 ISBN 4086145480